# Бретонска марка
Бретонската марка (на френски: Marche de Bretagne), по-старо название: Ценомания (на латински: Cenomanien; Cenomanien-um Angers) е краткосрочно маркграфство във франкското царство на Карл Велики.
Основана е от Каролингите за гранична сигурност срещу бретонците. Част е, с Нормандската марка, на Неустрийската марка (861-911), създадена от Карл II Плешиви през 861 г.
Заема триторията на Източна Бретания. Намира се северно от Лоара с градовете Ван и Рен и стига до пред стените на Анже и Авранш.
Позната е предимно с граф Роланд, известен от старофренската епическа поема „Песен за Ролан“, който пада убит в битката при Ронсево на 15 август 778 г. против баските в Испания.
Други известни маркграфове на Бретонската марка от рода Гвидони (Guidonen, Widonides или Lambertini):
- Гвидон (Видо), † 802/814, граф, 799 маркграф на Бретонската марка, 802 missus regis на Турен
- Лантберт (Ламберт), † 834, граф, маркграф на Бретонскта марка, 818/830 граф на Нант и Анже, 834 изгонен, отива 834 с император Лотар I в Италия
- Бернард от Поатие, от Поатие 834 поставен от Карл II Плешиви, X 844/845
- Ламберт, X 852, граф ex territorio Nannetense ortus: завоюва 840/41 графство Нант, 845 маркграф на Бретонскта марка, граф на Нант и Анже, декември 846 изгонен, 849 отново на служба; ∞ 850/951 Ротруд, дъщеря на император Лотар I (каролинги).